# Saint-Pourçain-sur-Sioule
Saint-Pourçain-sur-Sioule é uma comuna francesa na região administrativa de Auvérnia-Ródano-Alpes, no departamento Allier. Estende-se por uma área de 35,58 km². Em 2010 a comuna tinha 5 300 habitantes (densidade: 149 hab./km²).